# Lars Herlitz (jurist)
Lars Erland Herlitz, född 12 mars 1926 i Östersund, död där 23 februari 2012, var en svensk jurist som var rådman och lagman i Östersunds tingsrätt från 1971 till 1991.
Herlitz blev juris kandidat vid Uppsala universitet 1951 och genomförde tingstjänstgöring 1951–1953, innan han blev fiskal vid Svea hovrätt 1954. Han blev tingsdomare i Jämtbygdens domsaga 1963 samt rådman i Östersunds tingsrätt 1971 och var lagman där 1986–1991.
Herlitz var son till direktör Erland Herlitz och hans maka Ebba, född Johansson. Han var gift från 1957 med socionom Ebba, född Tottie 1934.